# 薩爾溫江高鬚魚
薩爾溫江高鬚魚（学名：Hypsibarbus salweenensis）为輻鰭魚綱鯉形目鲤科高鬚魚屬的其中一種，該物種分布於亞洲緬甸薩爾溫江流域，棲息在中底層水域。

## 扩展阅读
維基物種上的相關：薩爾溫江高鬚魚